# Sulian Matienzo
Sulian Caridad Matienzo Linares (14 dicembre 1994) è una pallavolista cubana, schiacciatrice del JAV Olímpico.

## Carriera

### Club
La carriera di Sulian Matienzo inizia nei tornei amatoriali cubani, ai quali prende parte con a formazione del Ciudad Habana.
Nella stagione 2015-16 riceve il permesso per firmare il primo contratto professionistico della sua carriera col Prostějov, nella Extraliga ceca, dove resta due annate. Nel campionato 2017-18 approda nella Liga Nacional Superior de Voleibol con il Deportivo Jaamsa.
Dopo un periodo di inattività, nel febbraio 2021 firma per la formazione spagnola del JAV Olímpico per la parte finale della SFV 2020-21, conquistando lo scudetto: prosegue quindi la sua esperienza nel club a partire dall'annata seguente, aggiudicandosi una Supercoppa spagnola e un altro scudetto, venendo inoltre premiata come MVP della finale.

### Nazionale
Con la nazionale cubana Under-20 vince la medaglia di bronzo al campionato nordamericano 2010 e alla Coppa panamericana 2011, partecipando poi al campionato mondiale 2011, al campionato nordamericano 2012, dove viene premiata come miglior attaccante, e alla Coppa panamericana 2013; con l'Under-23 si aggiudica invece la medaglia di bronzo alla Coppa panamericana 2014.
Nel 2012 entra a far parte della nazionale cubana maggiore, vincendo la medaglia di bronzo alla Coppa panamericana. Nel 2014 viene eletta capitano della squadra, andando poi a vincere un altro bronzo ai XXII Giochi centramericani e caraibici, bissato nel 2023 ai XXIV Giochi centramericani e caraibici

## Palmarès

### Club
- Campionato spagnolo: 2

2020-21, 2022-23
- Supercoppa spagnola: 1

2021

### Nazionale (competizioni minori)
- Campionato nordamericano Under-20 2010
- Coppa panamericana Under-20 2011
- Coppa panamericana 2012
- Coppa panamericana Under-23 2014
- Giochi centramericani e caraibici 2014
- NORCECA Champions Cup 2015
- Giochi centramericani e caraibici 2023

### Premi individuali
- 2012 - Campionato nordamericano Under-20: Miglior attaccante
- 2018 - Qualificazioni alla Volleyball Challenger Cup: Miglior servizio
- 2018 - Qualificazioni alla Volleyball Challenger Cup: Miglior schiacciatrice
- 2023 - Superliga Femenina de Voleibol: MVP della finale